# بارب و استار به ویستا دل‌مار می‌روند
بارب و استار به ویستا دلمار می‌روند یک فیلم کمدی آمریکایی، به کارگردانی جاش گرینبام و نویسندگی کریستن ویگ و انی مامولو می‌باشد. ستاره‌های این فیلم ویگ، مامولو، جیمی درنان، وندی مک‌لندن کاوی و دیمن وینز جونیور هستند.
گفته شده این فیلم کمدی در ۱۶ ژوئیه ۲۰۲۱ توسط لاینزگیت اکران خواهد شد.

## داستان
دو دوست صمیمی به نام‌های بارب و استار برای اولین بار شهر خود را ترک می‌کنند تا برای تعطیلات به ویستا دلمار فلوریدا بروند. اما در این سفر درگیر ماجراجویی، عشق و نقشه یک شخصیت شرور برای کشتن تمام مردم شهر می‌شوند.

## بازیگران
- انی مامولو در نقش بارب
- کریستن ویگ در نقش استار
- جیمی درنان در نقش ادگار
- وندی مک‌لندن کاوی در نقش میکی رولت
- دیمون وینس جونیور
- ونسا بایر
- فورچون فیمستر
- رز عبدو
- فیلیس اسمیت
- رین دویی
- مایکل هیچکاک در نقش گری
- کوامه پترسون در نقش جورج مسئول میخانه

## انتشار
قرار بود این فیل در ۳۱ ژوئیه ۲۰۲۰ در سینماها پخش شود ولی به خاطر دنیاگیری کووید ۱۹ این تاریخ به ۱۶ ژوئیه ۲۰۲۱ تغییر کرد. در ۱۱ ژانویه ۲۰۲۱، لاینزگیت اعلام کرد عرضه سینمایی فیلم لغو می شود و در عوض در ۱۲ فوریه ۲۰۲۱ از طریق VOD در اختیار مخاطبان قرار می گیرد.